# ماریانا شاشتین
ماریانا شاشتین (به انگلیسی: Marianna Sastin؛ زادهٔ ۱۰ ژوئیهٔ ۱۹۸۳) یک کشتی‌گیر آزادکار اهل مجارستان است.
از افتخارات وی می‌توان به کسب یک مدال طلا مسابقات قهرمانی کشتی جهان ۲۰۱۳ و دو مدال نقره مسابقات قهرمانی کشتی جهان ۲۰۱۱ و مسابقات قهرمانی کشتی جهان ۲۰۰۵ و مدال برنز مسابقات قهرمانی کشتی جهان ۲۰۰۹ اشاره کرد. وی سابقه حضور در المپیک ۲۰۲۰ توکیو را دارد.